# Thomas Eriksson (copywriter)
Thomas Eriksson, född 10 april 1962 i Stockholm, är en copywriter och creative director inom reklambranschen. Han är författare till en roman och en av initiativtagarna till Sourze.

## Biografi
Eriksson utbildade sig till copywriter på RMI-Berghs i Stockholm och har sedan examen år 1986 arbetat på reklambyråer såsom Ogilvy & Mather, Brindfors och Stenström & Co.
Eriksson var 2001 en av initiativtagarna till nättidningen Sourze, där han blev delägare och marknadschef. Eriksson myntade deras slogan, "Alla har något att berätta", och har på Sourze skrivit några krönikor och berättelser. Skolverket valde att använda Erikssons reseskildring Med döden i fokus, publicerad på Sourze, för ett exempel på hur internetpublicerade källor refereras inför det nationella provet i Svenska B 2009.
År 2002 grundade Eriksson reklambyrån Soluzions, där han är verksam som creative director.

### Lögnen
Eriksson debuterade 2019 som författare med den skönlitterära romanen Lögnen, som han också själv läst in som ljudbok. Romanen skildrar reklambranschen under 1980- och 90-talen, utifrån den unge reklammannen Herman Hells perspektiv. Eriksson har i en intervju berättat att romanen delvis baseras på verkliga händelser och erfarenheter.
Jan Gradvall skriver i Dagens Industri Weekend att Eriksson i romandebuten har "Jay McInerneys skärpa och oräddhet för att bränna broar".